# Джермантаун (містечко, Нью-Йорк)
Джермантаун (англ. Germantown) — місто (англ. town) в США, в окрузі Колумбія штату Нью-Йорк. Населення — 1936 осіб (2020).

## Демографія
Згідно з переписом 2010 року, у місті мешкали 1954 особи в 842 домогосподарствах у складі 506 родин. Було 1050 помешкань
Расовий склад населення:
| - 95,8 % — білих - 1,2 % — азіатів - 0,8 % — чорних або афроамериканців - 0,3 % — корінних американців |

До двох чи більше рас належало 1,5 %. Частка іспаномовних становила 3,1 % від усіх жителів.
За віковим діапазоном населення розподілялося таким чином: 18,7 % — особи молодші 18 років, 60,6 % — особи у віці 18—64 років, 20,7 % — особи у віці 65 років та старші. Медіана віку мешканця становила 46,1 року. На 100 осіб жіночої статі у місті припадало 96,8 чоловіків;  на 100 жінок у віці від 18 років та старших — 95,7 чоловіків також старших 18 років.
Середній дохід на одне домашнє господарство  становив 89 911 долар США (медіана — 67 917), а середній дохід на одну сім'ю — 110 702 долари (медіана — 88 333). Медіана доходів становила 60 641 долар для чоловіків та 51 583 долари для жінок. За межею бідності перебувало 5,5 % осіб, у тому числі 5,9 % дітей у віці до 18 років та 3,1 % осіб у віці 65 років та старших.
Цивільне працевлаштоване населення становило 936 осіб. Основні галузі зайнятості: освіта, охорона здоров'я та соціальна допомога — 25,5 %, будівництво — 13,5 %, роздрібна торгівля — 11,9 %, науковці, спеціалісти, менеджери — 10,9 %.